# Шлюз № 4
Шлюз № 4 — населённый пункт в Кирилловском районе Вологодской области.
Входит в состав Ферапонтовского сельского поселения, с точки зрения административно-территориального деления — в Ферапонтовский сельсовет.
Расстояние по автодороге до районного центра Кириллова — 26 км, до центра муниципального образования Ферапонтово — 13 км. Ближайшие населённые пункты — Большое Закозье, Васняково, Красново, Лукинское-2, Татарово, Верхняя Гора, Запань-Нова.
По переписи 2002 года население — 11 человек.